# Droit de dévolution
Le droit de la dévolution est un droit coutumier qui dispose qu’en cas de décès de l’un des parents, tous les biens meubles et immeubles sont transférés aux enfants. Le veuf ou la veuve obtient ainsi l’usufruit à vie. [1] 
La loi de dévolution favorise pleinement les enfants issus d’un premier mariage, au détriment de ceux issus d’un second mariage. En d’autres termes, le premier lit  prime sur le deuxième lit en matière d’héritage. Le droit de la dévolution est un droit coutumier qui s’applique traditionnellement dans diverses juridictions coutumières d’Europe occidentale, à savoir :
- dans les terres de Westphalie, de Franconie, de Thuringe et d’Allemagne du Sud du Saint-Empire romain germanique,
- ans les régions septentrionales et nord-orientales des pays de droit coutumier, en particulier en Artois et en Alsace-Lorraine,
- en ce qui concerne les Pays-Bas, dans la partie orientale du Brabant, mais pas dans la maison ducale elle-même du Brabant, dans les terres de l’Overmaas, dans le Haut-Gueldre, le Hainaut, le Luxembourg, Maastricht, Namur et Liège.

Avec le passage au droit continental à la fin du XVIIIe siècle et au début du XIXe siècle, le droit de dévolution a été aboli dans tous ces domaines.

## en France
Louis XIV prétendit étendre ce droit aux affaires publiques. Il exigea pour sa femme Marie-Thérèse d'Autriche fille aînée du roi d'Espagne Philippe IV les provinces que les Espagnols possédaient au nord de la France, le nouveau roi d'Espagne Charles II étant né d'un second lit. Ce fut l'origine de la guerre de Dévolution.

### Source
- (nl) Cet article est partiellement ou en totalité issu de l’article de Wikipédia en néerlandais intitulé « Devolutierecht » (voir la liste des auteurs).